# Лінійна піхота
Лінійна піхота — вид піхоти, що становив основу сухопутних армій з середини XVII до середини XIX століття.

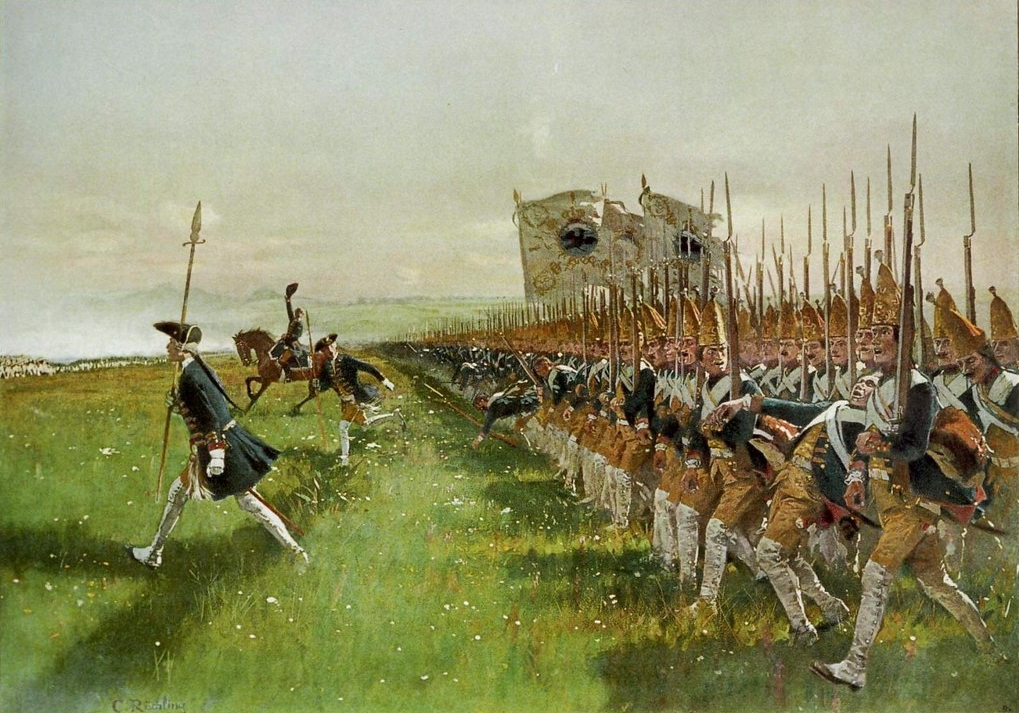
Пруська лінійна піхота 1745 р.

Лінійна піхота з'явилася у XVII столітті. На початку XVII століття шведський король Густав-Адольф значно полегшив мушкет і забезпечив його колісцевим замком. Тепер можна було стріляти не з підставки, а прямо з рук. Відтепер від стрільців не потребувалося фізичної сили і вправності. До того ж, на новий мушкет потрібно було менше заліза і в масовому виробництві він виявився дешевшим. Однак, при Густаві-Адольфі у шведській армії зброєю з колісцевим замком була забезпечена лише кіннота. Піхота отримала мушкети з колісцевим замком вже після смерті Густава-Адольфа.
З масовим поширенням ручної вогнепальної зброї в піхотних частинах з середини XVII століття на полях битв стала панувати лінійна тактика, згідно з якою піхота будувалася в довгі лінії-шеренги і вела інтенсивний залповий вогонь.
Лінійна тактика вимагала суворої дисципліни й простих, доведених до автоматизму, прийомів. При навчанні застосовувалася муштра й тілесні покарання. Це зробило неможливим комплектування рядового складу з дворян. Була створена лінійна піхота — масовий різновид піхоти, що комплектувався на основі насильницьких рекрутських наборів з селян (особливо кріпаків), або шляхом вербування найманців. Лише офіцерській склад був дворянського походження.
Лінійна піхота швидко стала основним і найбільш масовим видом піхоти в європейських країнах. Мушкетери та гренадери, що були раніше елітними військами, в багатьох країнах поступово увійшли до складу лінійної піхоти, перейшли до лінійної тактики й стали комплектуватися з простолюдинів.

## Тактика

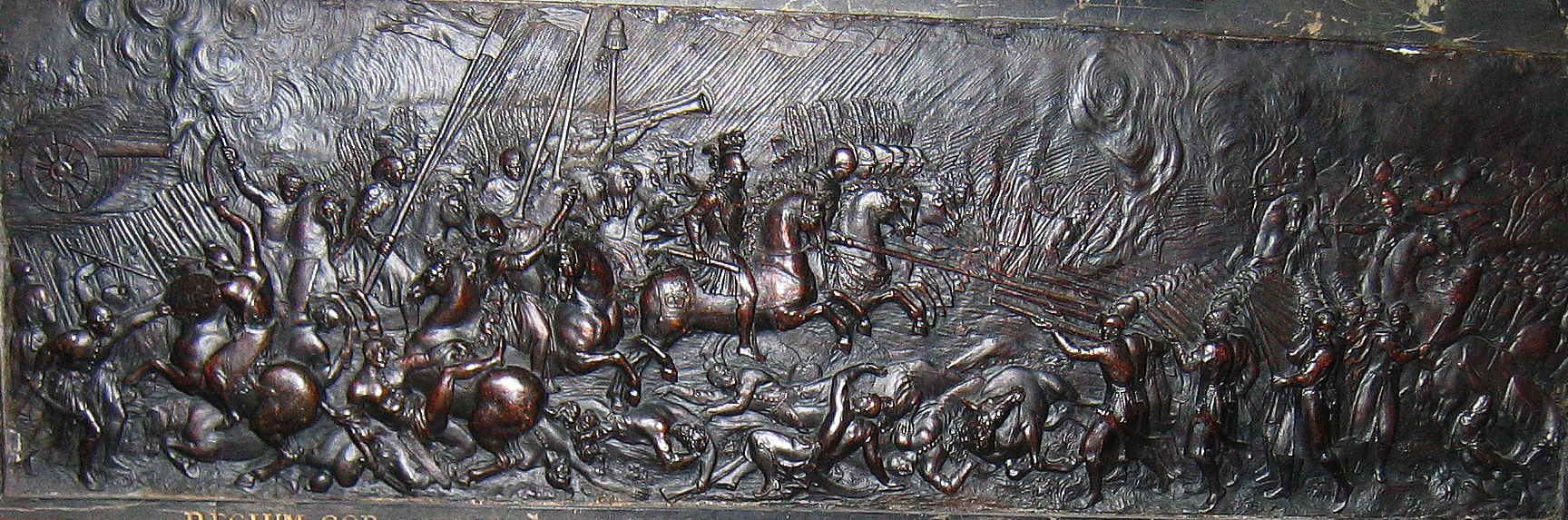
Лінійний козацький стрій (праворуч) під час битви під Берестечком

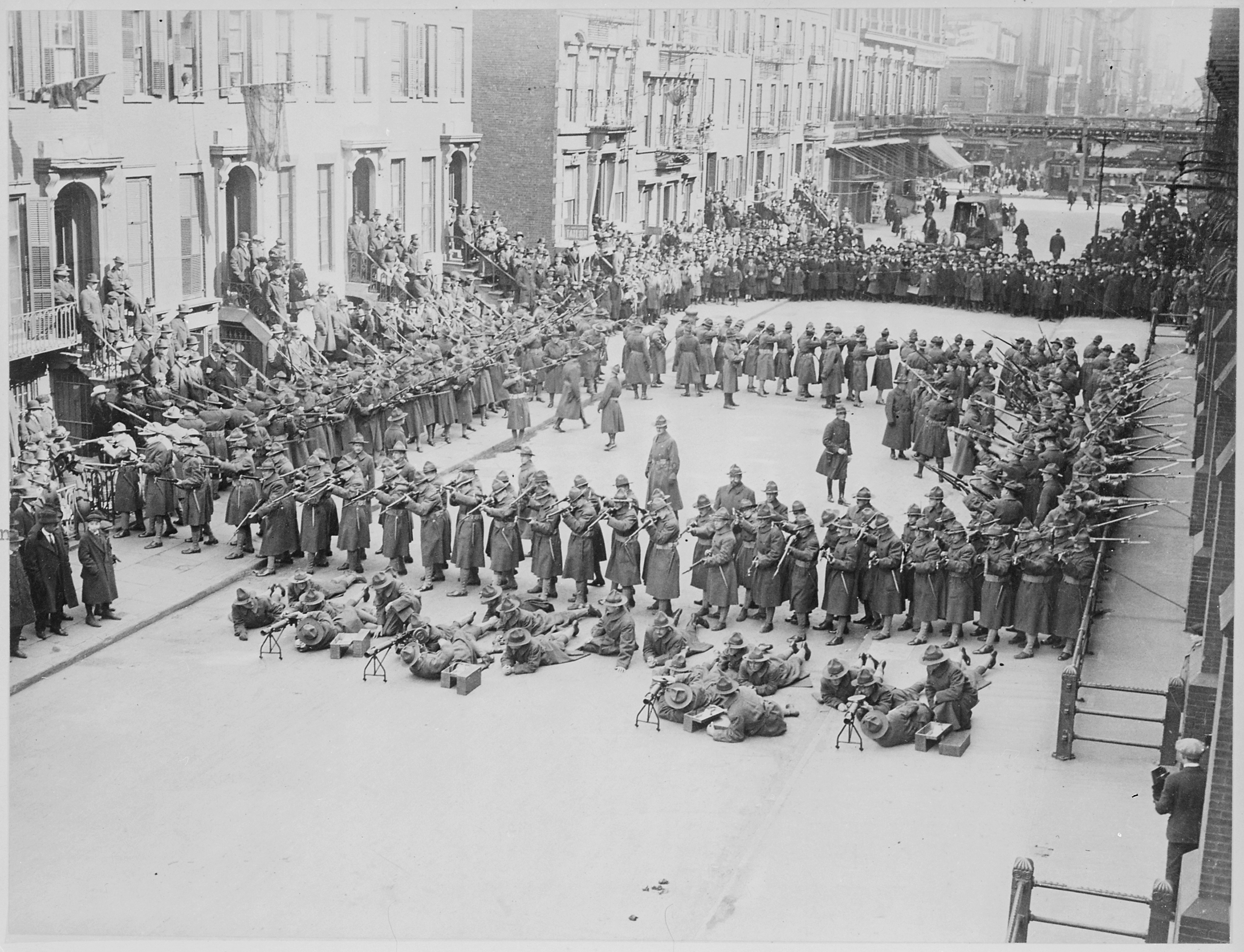
Каре під час захисту від демонстрантів

Лінія складалася з 2-х, 3-х або 4-х шеренг (рядів) солдат. Щоб не заважати стрільбі задніх шеренг, перша шеренга могла ставати на коліно. Лінія визнавалася основною бойовою формацією і її прорив вважався поразкою. Піхота навчалася стройовим прийомам, основною метою яких було швидке розгортання лінії і маневри.
Піхота, спеціально призначена для використання лінійної тактики, отримала назву лінійної піхоти. Але лінія була не єдиним видом бойового шикування. При загрозі обходу ворожої кіннотою, вона будувалася в каре (квадрат) з порожньою серединою (таке каре складалося з чотирьох ліній, спрямованих обличчям назовні квадрата). В атаці могла використовуватися не тільки звичайна, але і скошена лінія (таку побудову використовував Фрідріх II і його послідовники). Для атаки фортець і інших укріплених пунктів, а також для атаки на складній місцевості (де рух лінії зустріло б перешкоди) використовувалася побудова в інший зімкнутий стрій — колону.
Після Великої французької революції французькі війська, а потім і війська деяких інших країн, стали комплектуватися на основі загальної військової повинності, тому вони не вміли атакувати в розгорнутій лінії і робили це в колоні. В лінію шикувалися тільки при обороні.
Відрізняло шикування лінійної піхоти те, що вона воювала в зімкнутому строю, на противагу розсипному строю легкої піхоти. Крім того, її головним бойовим засобом був багнетний удар, у той час, як легка піхота зосереджувалася на прицільному вогневому бою. Рушниці в лінійній піхоті були простішими за конструкцією і важчими за рушниці легких піхотинців.

## Навчання та відбір
Лінійна піхота швидко стала найпоширенішим видом піхоти в європейських країнах. Мушкетери і гренадери, раніше елітні війська, поступово стали частиною лінійної піхоти, перейшовши до лінійної тактики.
З часом використання тактики лінійної піхоти поширилося за межі Європи. У європейських колоніях і поселеннях з невеликим населенням з батьківщини лінійна піхота часто створювалася з місцевого населення, причому британська Ост-Індська компанія, яка створила підрозділи сіпаїв, можливо, є найбільш історично значущим прикладом.
Лінійна тактика вимагала суворої дисципліни та простих рухів, відпрацьованих настільки, що вони стали другою натурою. Під час навчання широко використовувалися муштра і тілесні покарання. Протягом 1814 року під час війни Шостої коаліції підготовка регулярних новобранців лінійної французької піхоти була обмежена через брак людей і часу. Новобранець навчався стрільбою лише двома патронами та чотирма холостими.

## Озброєння та екіпірування
Лінійна піхота була озброєна мушкетами. В середині XVII століття мушкети були оснащені багнетом, що дозволило лінійній піхоті захищатися від ворожої кінноти. Наприкінці XVII століття мушкети були замінені легшими та дешевшими піхотними рушницями з кременевим замком («фузіями», вагою 5 кг і калібром 17,5 мм) спочатку у Франції, а потім і в інших державах. У багатьох країнах для нових рушниць збереглася назва «мушкет». Як мушкети, так і фузії були гладкоствольними і мали вкрай низьку точність. Але у них була важлива перевага — швидкість заряджання. Вони стріляли тричі на хвилину, у той час, як нарізні штуцери — тільки раз на хвилину.
Основна маса лінійної піхоти не мала ніякого захисного спорядження, оскільки металева кіраса і шолом не могли, здебільшого, захистити від рушничної кулі. Лише елітні загони, що увійшли до складу лінійної піхоти, могли зберігати, за традицією, окремі елементи захисту, наприклад, мідні шапки у гренадерів.

## Співвідношення з іншими видами піхоти
Спочатку лінійна піхота становила невелику частку всієї піхоти. Вона не могла протистояти кінноті, тому основною масою піхоти залишалися пікінери. З винаходом багнета потреба в пікінерах відпала і поступово лінійна піхота стала більшістю.
Крім лінійної піхоти, існували елітні війська (головним чином, охорона монархів і пап) і легка піхота, яка не використовувала лінійної тактики і була озброєна спочатку аркебузами. Лінійна піхота, у якої мушкети і рушниці з багнетом були важче аркебуз, стала називатися також важкою піхотою. Аркебузи незабаром вийшли з ужитку, але в кінці XVIII століття з'явився новий різновид легкої піхоти — стрільці розсипного строю (єгері, карабінери та інші), озброєні дорогими нарізними карабінами (штуцерами) без багнета і навчені прицільної стрільби та використанню природних укриттів і рельєфу місцевості.
Після винаходу багнета мушкетери нарешті змогли захищатися від ворожих вершників, а відсоток пікинерів поступово впав. У 1699 році австрійська армія відмовилася від цього роду військ. У 1703 році те саме зробила французька армія, у 1704 році — британська, а в 1708 році — голландська. У 1699—1721 роках Петро I перетворив майже всі російські піші полки на лінійну піхоту.
Окрім звичайної лінійної піхоти, існувала і легка піхота. Легка піхота діяла розширеним порядком на відміну від щільного строю, який використовувала лінійна піхота. З кінця 18 століття легка піхота в більшості європейських країн складалася здебільшого з стрілків (таких як німецькі Jäger), озброєних нарізними карабінами та навчених прицільній стрільбі.
У Великобританії велика частина легкої піхоти була озброєна гладкоствольними мушкетами, лише кілька полків використовували нарізні мушкети.
У Франції, в епоху революційних і Наполеонівських воєн, формально продовжував існувати поділ на гвардію, лінійну і легку піхоти. Але Наполеон був противником нарізної зброї, тому, фактично, і лінійні, і «легкі» полки мали однакові тактику й озброєння (гладкоствольні рушниці). І в лінійних, і в «легких» полках наполеонівської Франції були батальйони, набрані з солдатів, що відзначилися в бою (вольтижери): вони билися в розсипному строю (але були озброєні гладкоствольними рушницями).
У Російській імперії та деяких інших країнах, де широко використовувалися єгері, лінійна піхота стала більше використовуватися для рукопашного бою. Легка ж піхота забезпечувала вогневу підтримку, прикривала пересування частин. У XIX столітті частка єгерів швидко росла, а частка лінійної піхоти знижувалася.

## Занепад лінійної піхоти
Ближче до середини XIX століття з'явилися «нарізні мушкети», що поєднували точність штуцерів і скорострільність мушкетів. Вони усунули основний недолік легкої піхоти. Під час Кримської війни російська лінійна піхота (піхотні полки) зазнавала важких втрат від вогню французьких зуавів, озброєних «нарізними мушкетами». З іншого боку, англійська лінійна піхота воювала в тій війні досить вдало (прикладом є тонка червона лінія).
У середині XIX століття були винайдені гвинтівки, які заряджалися з казенної частини ствола. З їхнім впровадженням стрілецькі війська отримали відчутну перевагу над лінійною піхотою. Незабаром, після Кримської війни, в Російській імперії лінійна і легка піхоти були об'єднані в єдині стрілецькі війська, які використовували нарізну зброю та розсипну тактику. При цьому піхота розділилася на стрільців, піхотні полки та гренадерський корпус (не враховуючи гвардії). Стрільці мали те ж озброєння, але кращу стрілецьку підготовку.
У США до початку Громадянської війни лінійної піхоти майже не було (оскільки у боротьбі з індіанцями вона була марна). На початку Громадянської війни як мешканці Півночі, так і жителі Півдня сформували кілька лінійних полків, але вони зазнали важких втрат і фактично були знищені. Після Громадянської війни лінійні полки в США не створювалися.
До 1870 року в багатьох німецьких державах все ще існувала лінійна піхота. У Франції під впливом авторитету Наполеона з 366 піхотних батальйонів 300 називалося лінійними. Хоча вони не піддавалися суворій дисципліні, а в 1866 отримали гвинтівки Шасспо, проте, як і раніше, оборонялися в лініях і атакували в зімкнутих колонах. Під час Франко-Пруської війни лінійна піхота масово гинула з обох сторін від вогню гвинтівок (а у французів — і від шрапнелі німецької нарізної артилерії). З 1871 року в Німецькій імперії військ під назвою Linieninfanterie не стало.
Зростання скорострільності гвинтівок і винахід у 1883 році кулемета «Максим» привели до того, що зімкнуті ряди лінійної піхоти стали зазнавати величезних втрат і не доходили до дистанції штикового бою. Це призвело до повної відмови від лінійної піхоти на межі XIX—XX століть.
Однак, у збройних силах Великої Британії назва «лінійна піхота» збереглася для позначення неелітних військ з простим озброєнням (на відміну від гвардії, десантників, морської піхоти тощо). Британська лінійна піхота характеризується меншим часом навчання в порівнянні з іншими британськими пішими частинами:
- Лінійна піхота: 24 або 26 тижнів
- Parachute Regiment: 28 тижнів
- Royal Marine Commandos: 32 тижні
- RAF Regiment: 29 тижнів.

## Інше
Від лінійної піхоти слід відрізняти так звані лінійні батальйони в російській армії 1803—1917 років — підрозділи, розквартировані по лінії кордону імперії, тобто прикордонні війська. Хоча з 1897 року їх доповнив корпус прикордонної варти, престижніший і ефективніший. Тим більше, лінійні батальйони були основою російських військ під час завоювання Туркестану.
Лінійною кавалерією могли називати драгунів і уланів, яким протиставляли важку (кірасири) і легку (гусари, козаки) кавалерії.